# Droga krajowa B226 (Niemcy)
Droga krajowa 226 (niem. Bundesstraße 226, B 226) – niemiecka droga krajowa przebiegająca  z północnego zachodu na południowy wschód i łączy autostradę A52 w Gelsenkirchen z autostradą A1 i drogą krajową B54 w Hagen w Nadrenii Północnej-Westfalii

## Historia
Droga była jedną z pierwszych utwardzonych dróg w rejonie. Pierwsze jej fragmenty powstały w latach 1789-1790. Kolejne odcinki pomiędzy Bochum i Witten powstawały do 1801 roku.
Od 1937 roku droga oznakowana była jako Reichsstrasse 226.